# Marek Polasik
Marek Polasik (ur. 21 lutego 1951 w Pasłęku) – polski profesor fizyki i chemii.

## Życiorys
W 1969 roku ukończył Liceum Ogólnokształcące w Koronowie. Studia w zakresie chemii kwantowej odbył na Uniwersytecie Mikołaja Kopernika w Toruniu, które ukończył w roku 1974. Tytuł doktora uzyskał jedenaście lat później za rozprawę pt. Badania wpływu korelacji elektronowej na strukturę energetyczną atomów wieloelektronowych. Habilitował się w roku 1999 pracą zatytułowaną Badania teoretyczne widm rentgenowskich towarzyszących procesom zderzeniowym. Od 2003 jest profesorem UMK i kierownikiem Zakładu Spektroskopii Atomowej Wydziału Chemii UMK. W 2012 uzyskał tytuł profesora.
Jest członkiem Polskiego Towarzystwa Fizycznego. Odbywał staże na Uniwersytetach we Fryburgu oraz Grenoble. Zajmuje się badaniem jonizacji w procesach zderzeniowych, badaniem wpływu korelacji elektronowej na strukturę atomów wieloelektronowych i chemią teoretyczną.

## Odznaczenia
- Nagroda Ministerstwa Nauki, Szkolnictwa Wyższego i Techniki (1981, 1986)

## Prace badawcze
- Teoretyczne badania widm rentgenowskich oraz ich zastosowania do analizy jonizacji w procesach zderzeniowych i wyznaczania zmiany konfiguracji atomów d-elektronowych pod wpływem otoczenia chemicznego (2001)
- Badanie jonizacji w procesach zderzeniowych poprzez analizę teoretyczną widm rentgenowskich pochodzących od ciężkich pocisków oraz od atomów tarcz różnych rodzajów (2010)

## Wybrane publikacje
- K. Jankowski, P. Malinowski, M. Polasik, Second-order correlation energies for F−, Na+1, Mg+2 and Ar+8 : Z-dependence of irreducible pair energies, Phys. Rev. A 22, 51-60 (1980)
- M. Polasik, Theoretical multiconfiguration Dirac-Fock method study on the x-ray spectra of multiply ionized heavy atoms: The structure of the KαLn lines, Phys. Rev. A 39, 616-627 (1989)
- S. Raj, B. B. Dhal, H. C. Padhi, M. Polasik, Influence of solid-state effects on the Kβ-to-Kα x-ray intensity ratios of Ni and Cu in various silicide compounds, Phys. Rev. B 58, 9025-9029 (1998)
- J. Braziewicz, M. Polasik, K. Słabkowska, U. Majewska, D. Banaś, M. Jaskóła, A. Korman, K. Kozioł, W. Kretschmer, Equilibrium K-, L- and M-shell ionizations and charge state distribution of sulphur projectiles passing through solid targets, Phys. Rev. A 82, 022709 (2010)
- M. Polasik, K. Słabkowska, J. Rzadkiewicz, K. Kozioł, J. Starosta, E. Wiatrowska-Kozioł, J.-Cl. Dousse, J. Hoszowska, Khα1,2 X-ray Hypersatellite Line Broadening as a Signature of K-Shell Double Photoionization Followed by Outer-Shell Ionization and Excitation, Phys. Rev. Lett. 107, 073001 (2011)